# Hervé Mangon

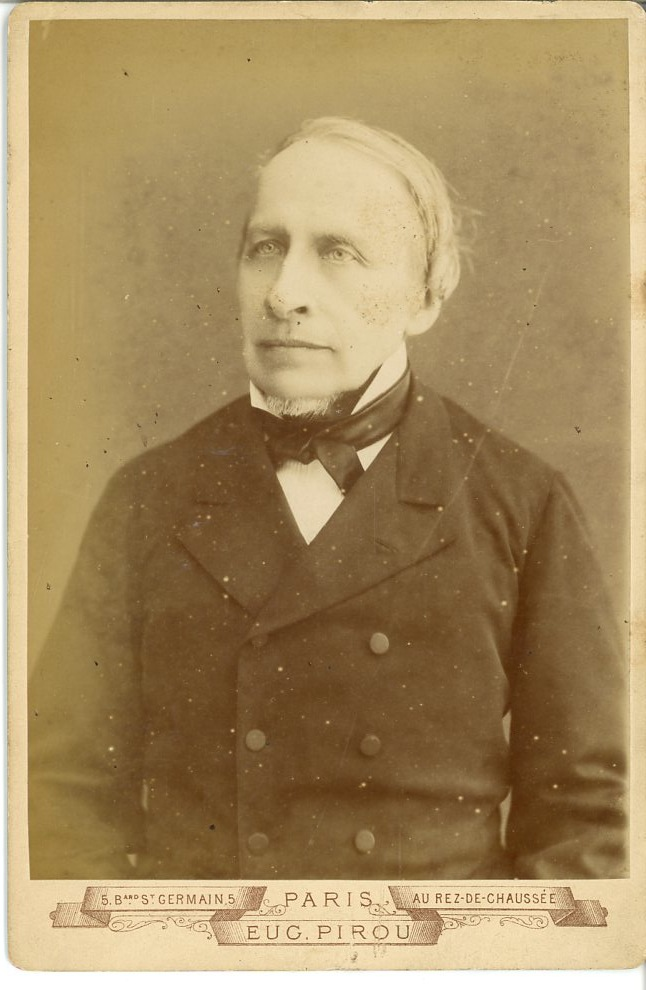
Hervé Mangon (Foto Eugène Pirou)

Hervé Mangon (* 31. Juli 1828 in Paris; † 15. Mai 1888 in Paris) war ein französischer Ingenieur und Politiker während der Dritten Republik.

## Leben
Hervé Mangon wurde als Sohn eines Militärarztes geboren. Er begann seine Ausbildung 1840 in der École polytechnique und setzte sie 1842 in der École nationale des ponts et chaussées fort. Zunächst arbeitete er im Eisenbahnbau, wechselte dann aber in den Bereich Landwirtschaft, wo er im Département Loiret erhebliche Verbesserungen einführte. zu diesem Thema hat er auch mehrere Bücher verfasst. Als besonders bedeutend gelten sein Werke über die Drainage.
Einen weiteren Schwerpunkt seiner Arbeit bildete die Meteorologie. Während der Belagerung von Paris konnte er dies nutzen, indem er gemeinsam mit den Brüdern Albert und Gaston Tissandier Berechnungen zur Steuerung von Personen und Post-Ballonen durchführte.
Von 1881 bis 1885 war er Parlamentsabgeordneter des Départements Manche und am Ende dieser Zeit kurzzeitig Landwirtschaftsminister im Kabinett Brisson I. Im Parlament gehörte er der Union républicaine an.
Er war mit Marie-Noëlie-Cécile Dumas, der Tochter des Chemikers Jean-Baptiste Dumas, verheiratet. Zu seinen Tätigkeiten gehörten die Leitung der École des ponts et chaussées, des Conseil du Bureau central météorologique und des Conservatoire national des arts et métiers. Er war Mitglied und Vizepräsident der Académie des sciences und trug den Orden als Kommandeur der Ehrenlegion. In Chile ist eine Insel nach ihm benannt.

## Werke
Eine ausführliche Werkliste, teilweise mit Verlinkungen auf Gallica, ist im Weblink der französischen Nationalbibliothek zu finden.